# Víctor García (piloto)
Víctor García (Madrid, España; 5 de febrero de 1990) es un expiloto de automovilismo español. A pesar del campeonato logrado por Oriol Servià en 1999, Víctor es el único piloto español hasta la fecha en lograr vencer una carrera de la Indy Lights.

## Trayectoria
Empezó en el karting en 1997, compitiendo en los campeonatos de Madrid, Cataluña y España. En 2003 se proclamó campeón de los campeonatos de España y de Levante de karting en la categoría Yamaha. En 2004 saltó a las categorías Junior y disputó sus primeros campeonatos europeos. El año siguiente disputó varias finales de karting tanto en cameponatos de España como de Estados Unidos. Siguió por esos lares en 2006 y a final de la temporada debutó en el Campeonato de España de Fórmula 3.
Durante los siguientes no se bajaría de los Fórmulas, participando también en la Fórmula 3 Británica y en la Fórmula Renault 3.5. En la temporada 2011 corrió en la Indy Lights donde consiguió una victoria. Siendo uno de los grandes favoritos a terminar en el top-5 final del campeonato, tuvo que abandonarlo por falta de presupuesto. En 2014 reapareció por sorpresa para participar en la primera ronda de la Fórmula Acceleration 1.

## Resultados

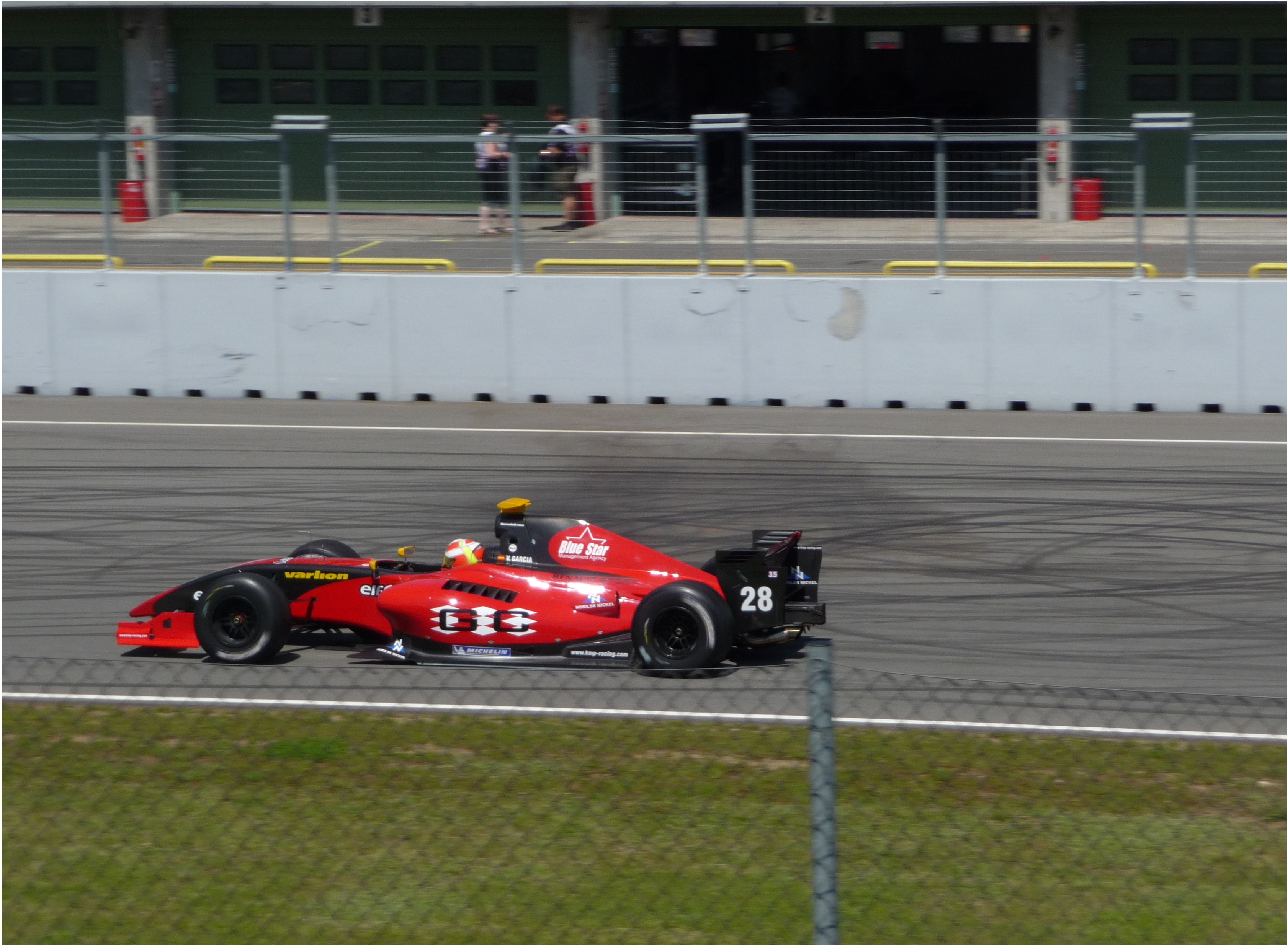
Víctor García en la ronda de Brno de la WSbR (2011)

### Resumen
| Temporada | Series                          | Escudería             | Carreras | Victorias | Poles | VR | Podios | Puntos   | Pos.     |
| --------- | ------------------------------- | --------------------- | -------- | --------- | ----- | -- | ------ | -------- | -------- |
| 2006      | Campeonato de España de F3      | ECA Racing            | 4        | 0         | 0     | 0  | 0      | Invitado | Invitado |
| 2007      | Campeonato de España de F3      | GTA Motor Competición | 16       | 0         | 0     | 0  | 1      | 24       | 12.º     |
| 2008      | Campeonato de España de F3      | Escudería TEC-Auto    | 17       | 0         | 0     | 1  | 2      | 28       | 15.º     |
| 2008      | Campeonato de España de F3      | RP Motorsport         | 17       | 0         | 0     | 1  | 2      | 28       | 15.º     |
| 2008      | Eurocopa de Fórmula Renault 2.0 | Prema Powerteam       | 2        | 0         | 0     | 0  | 0      | 0        | 38.º     |
| 2009      | Fórmula 3 Británica             | Fortec Motorsport     | 20       | 0         | 0     | 0  | 1      | 30       | 14.º     |
| 2009      | Gran Premio de Macao            | Fortec Motorsport     |          |           |       |    |        |          | 11.º     |
| 2009      | Fórmula 3 Euroseries            | Prema Powerteam       | 2        | 0         | 0     | 0  | 0      | Invitado | Invitado |
| 2010      | Fórmula Renault 3.5             | KMP Racing            | 17       | 0         | 0     | 0  | 0      | 4        | 24.º     |
| 2011      | Indy Lights                     | Team Moore Racing     | 7        | 1         | 1     | 1  | 2      | 119      | 11.º     |
| 2014      | Fórmula Acceleration 1          | Team Moma             | 2        | 0         | 0     | 0  | 0      | 5        | 22.º     |
| Fuente:   |                                 |                       |          |           |       |    |        |          |          |

### Fórmula Renault 3.5
| Temporada | Equipo     | ALC 1 | ALC 2 | SPA 1 | SPA 2 | MON 1 | BRN 1 | BRN 2 | MAG 1 | MAG 2 | HUN 1 | HUN 2 | HOC 1 | HOC 2 | SIL 1 | SIL 2 | CAT 1 | CAT 2 | Puntos | Posición |
| --------- | ---------- | ----- | ----- | ----- | ----- | ----- | ----- | ----- | ----- | ----- | ----- | ----- | ----- | ----- | ----- | ----- | ----- | ----- | ------ | -------- |
| 2010      | KMP Racing | Ret   | 10    | Ret   | Ret   | 12    | Ret   | 20    | 19†   | 15    | 12    | 18    | Ret   | 18    | 8     | 21    | Ret   | Ret   | 4      | 24º      |